# Battaglia di Le Castella
La battaglia di Le Castella fu una delle battaglie della guerra dei Vespri siciliani e avvenne nel 1297 nel golfo di Le Castella in Calabria.

## Antefatto
La morte di Alfonso III di Aragona nel 1291 diede origine, dopo quattro anni, a un nuovo grande conflitto tra la corona d'Aragona e il Regno di Sicilia e successivamente Giacomo II di Aragona il Giusto fu proclamato re della Corona di Aragona e delegò il regno di Sicilia al suo fratello minore, Federico III di Sicilia.
Nel 1295 venne stipulata la pace di Anagni mediante la quale Giacomo II di Aragona il Giusto cedette il Regno di Sicilia allo Stato Pontificio ricevendo dal papa un compenso di 12 000 libras tornesas e la promessa dell'infeudazione di Corsica e Sardegna. Il matrimonio tra Giacomo e Bianca d'Angiò, figlia di Carlo II di Napoli lo Zoppo e il ritorno dei tre figli che Carlo II d'Angiò, re di Napoli aveva dovuto lasciare in Catalogna in ostaggio in cambio della sua libertà nel 1288 modificarono radicalmente la situazione, visto che i siciliani non si consideravano più legati alla fedeltà a Giacomo II di Maiorca. Nello stesso documento, Carlo di Valois rinunciava alla corona d'Aragona mentre Giacomo II d'Aragona restituiva a Giacomo II di Mallorca le Isole Baleari, che erano state conquistate da Alfonso III di Aragona.
Federico III di Sicilia ottenne il sostegno di molti dignitari catalani della Sicilia, e fu investito dal parlamento siciliano l'11 dicembre 1295 e incoronato re di Sicilia il 25 maggio 1296. Egli nominò viceré e capitano generale della Sicilia Guillem Galceran di Cartella e capitano generale della Calabria Blasco I Alagona dando l'avvio ad un'offensiva in Calabria.
Dopo aver conquistato Squillace, durante l'assedio di Catanzaro, Ruggero da Fiore concordò con gli assediati e città vicine una tregua di 40 giorni; se non avessero nel frattempo ricevuto rinforzi angioini si sarebbe arresi. La tregua venne interrotta dall'assalto di Crotone. Federico III liberò i prigionieri angioini delle galee per compensare i morti.

## La battaglia
Le Castella fu spettatore dello scontro tra le truppe di Guillermo Estendart, capitano dell'esercito angioino di Carlo II di Napoli, che aveva deciso di recuperare tutte le terre perdute, e Ruggero di Lauria, che era a Messina e fu chiamato a difendere Rocca Imperiale, nei territori minacciati.
Guillem Estendart vide le navi nemiche che entravano nel golfo e optò per un agguato sulla spiaggia, ma per l'estrema velocità dell'azione, invece di prendere di sorpresa i siciliani venne a sua volta sorpreso e attaccato dal siciliano Ruggero di Lauria, ferito e fatto prigioniero.